# Siège de Groningue (1594)
Pour les articles homonymes, voir Siège de Groningue.
Guerre de Quatre-Vingts Ans
Batailles
- Chronologie de la guerre de Quatre-Vingts Ans
- Valenciennes
- Austruweel
- Rheindalen
- Heiligerlee
- Jemmingen
- Jodoigne
- Brielle
- 1er Flessingue
- Malines
- Goes
- Mons
- Haarlem
- 2e Flessingue
- Borsele
- Zuiderzee
- Alkmaar
- Leyde
- Reimerswaal
- Mook
- Lillo
- Zierikzee
- 1er Anvers
- 1er Bréda
- Gembloux
- Rijmenam
- 1er Deventer
- Maastricht
- 2e Bréda
- Açores
- 2e Anvers
- 3e Anvers
- Boksum
- Zutphen
- 1er Berg-op-Zoom
- Gravelines
- 3e Bréda
- 2e Deventer
- Groningue
- Huy
- 1er Groenlo1
- 2e Groenlo
- Turnhout
- Nieuport
- Ostende
- L'Écluse
- 3e Groenlo
- Saint-Vincent
- Gibraltar
- Saint-Vincent (1621)
- 2e Berg-op-Zoom
- 4e Bréda
- 4e Groenlo
- Matanzas
- Bois-le-Duc
- Abrolhos
- Slaak
- Maastricht
- 5e Bréda
- Cabañas
- Calloo
- Les Downs
- Saint-Vincent (1641)
- Hulst
- Cavite

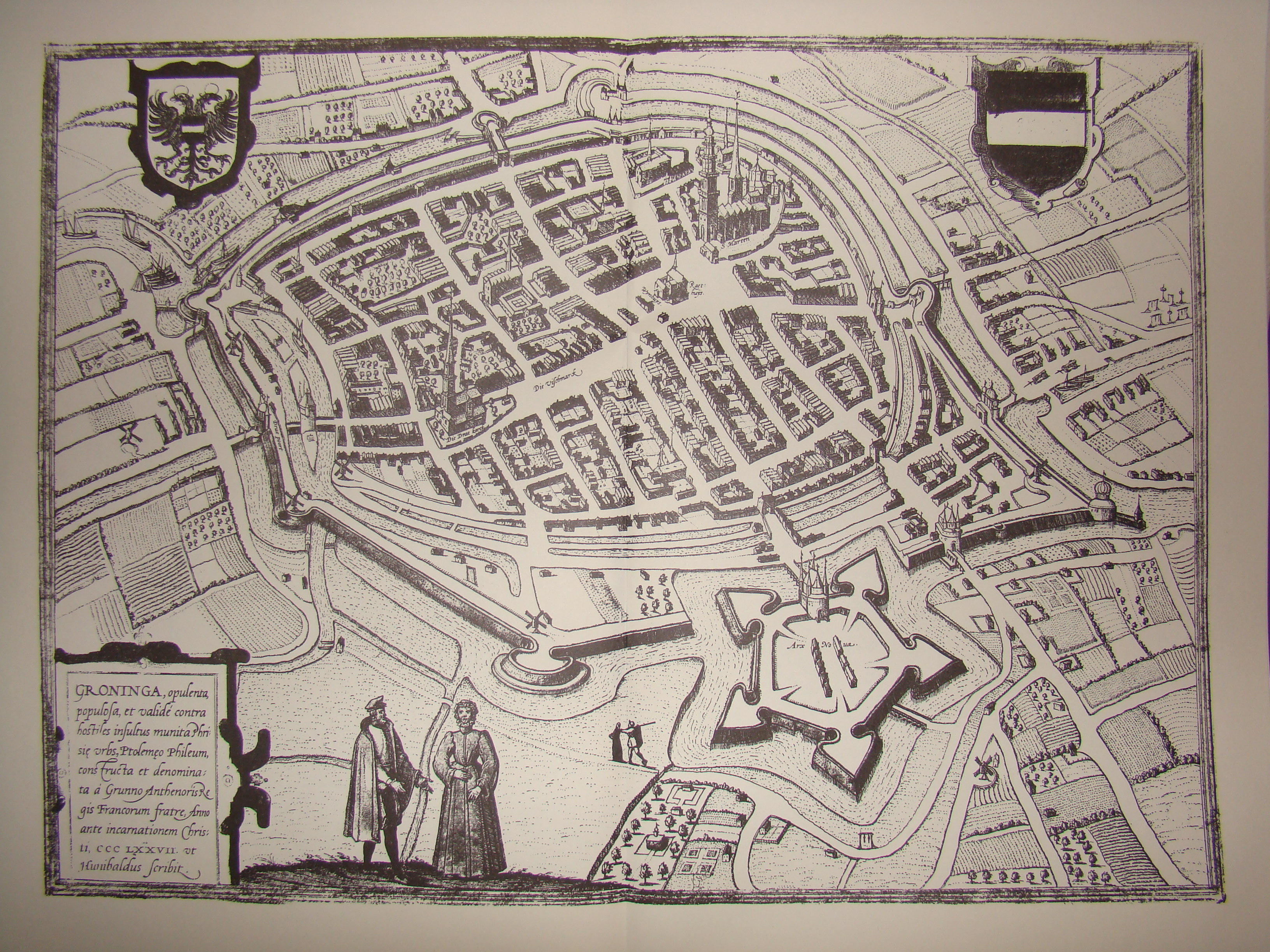
Groningue et ses remparts en 1572, carte de Frans Hogenberg.

Le siège de Groningue (ou en néerlandais : Reductie van Groningen) est un épisode de la guerre de Quatre-Vingts Ans qui s'est achevé par la capitulation de la ville loyaliste de Groningue devant l'armée des princes Maurice de Nassau et Guillaume-Louis de Nassau-Dillenbourg, le 22 juillet 1594. Cette capitulation mit un terme à la dépendance de la Couronne d'Espagne et entraîna l'annexion, par la République des Provinces Unies, de la cité ainsi que des pays frisons voisins, les Ommelanden, pour former la province de Groningue.
Le mot néerlandais reductie est issu du latin reductio qui signifie « repli » ou « retour ». L'emploi de cette expression dans l'histoire néerlandaise doit s'entendre comme le retour de Groningue à la République des Provinces Unies.
La chute de Groningue bouleversa le statut politique de la ville et des provinces environnantes (Ommelande). La soumission à une république protestante s'accompagna de la confiscation de toutes les propriétés de l'Église catholique.  

## Contexte

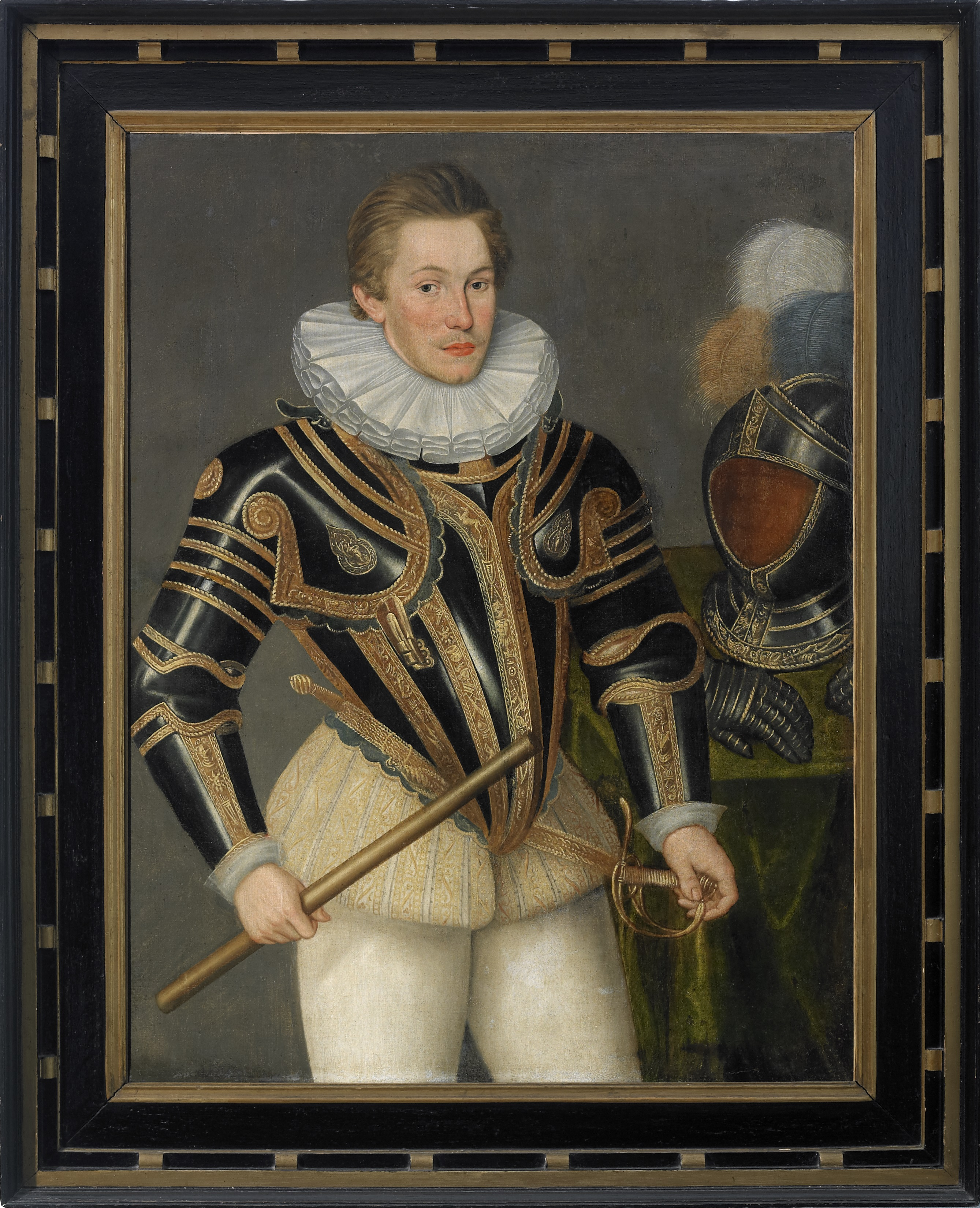
Portrait du prince Maurice. Ce tableau a été commandé en 1588 pour décorer le nouvel hôtel de ville d'Arnemuiden.

La ville de Groningue se considérait jusque-là comme une cité indépendante ; car si l'évêque d’Utrecht était le seigneur en titre de l'endroit, ses prérogatives étaient peu étendues. La ville perdit son indépendance au début du XVIe siècle, après avoir reconnu coup sur coup Edzard Ier de Frise, Charles de Gueldre et finalement Charles Quint comme seigneurs protecteurs. Toutefois, les droits anciens de la bourgeoisie étaient maintenus.
Pour mettre un terme aux conquêtes de la Réforme, l’Église créa le 12 mai 1559 un nouvel évêché, l'évêché de Groningue, formé à partir de paroisses jusque-là rattachées à l'archevêché d'Utrecht, à Münster et Osnabrück ; cet état ecclésiastique perdura jusqu'à la chute de la ville de Groningue sous les coups de Maurice de Nassau (cf. Diocèse de Groningue-Leeuwarden).
Au début de la Révolte des Gueux, il semblait que la cité pourrait conserver son indépendance, mais son temps était compté. C'est ainsi qu'étant sorti vainqueur de la bataille de Heiligerlee, Louis de Nassau se présenta aux portes de la ville avec son armée : mais les bourgeois refusèrent de le laisser défiler. 
La cité fut en 1576 signataire de la pacification de Gand. Au cours des pourparlers, qui débouchèrent trois ans plus tard sur l'Union d'Utrecht, les échevins se convainquirent que Guillaume d'Orange allait porter atteinte aux privilèges urbains. Le stathouder des provinces du nord, George de Lalaing, comte de Rennenberg, quoique catholique, s'efforçait de ménager tous les partis, aussi bien celui des insurgés que les loyalistes partisans du roi Philippe II ; et ce n'est que dans la nuit du 3 mars 1580 que Lalaing prit ouvertement le parti du camp catholique du roi Philippe II, donnant à l'Espagne une influence décisive : l'événement reste dans l'histoire néerlandaise comme la « trahison de Rennenberg ».
Compte tenu de la menace militaire que constituait Guillaume d'Orange, la ville eut peu de peine à rallier les transfuges à sa cause. C'était un grand danger pour la République. La Frise et la région de Groningue avaient rejoint la cause des insurgents, et seule la place stratégique de Groningue s'opposait désormais à l'union à la République. Mais la République hésitait à attaquer cette place à cause de ses fortifications modernes.
Il y eut de longues négociations entre les échevins et les États généraux pour tenter de trouver un accord. Le Grand pensionnaire Johan van Oldenbarnevelt était prêt à accepter que Groningue conserve son statut de ville libre à condition qu'elle passe sous la suzeraineté formelle du duché de Brunswick-Lunebourg et même qu'elle conserve sa confession catholique ; mais le stathouder de Frise Guillaume-Louis (Willem Lodewijk en néerlandais) ne voulait pas entendre parler d'une suzeraineté au bénéfice du duc de Brunswick. Il ne faisait d'ailleurs pas de doute qu'une ville libre s'efforcerait de reprendre son ancienne autorité dans les Ommelanden, alors que ceux-ci avaient rejoint la cause républicaine.

## Travaux préparatoires
En prélude au siège de Groningue, quelques combats eurent lieu autour des bastions extérieurs. Ces fortifications avaient été construites aussi bien par les Espagnols que par les États Généraux. Guillaume-Louis s'empara un à un de forts espagnols, entre autres à la bataille de Zoutkamp qui priva Groningue de tout accès à la mer du Nord. Tandis que Maurice poursuivait sa campagne militaire, tout au long de l'année 1591, il méditait un plan pour assiéger Groningue ; car l'importance des ouvrages défensifs et les nombreuses voies de ravitaillement de la cité posaient des difficultés particulières. Toujours est-il que les Républicains s'emparèrent de Delfzijl, ultime port de mer de Groningue. L'année suivante, Groningue était coupée de la région de Twente par la prise des places de Steenwijk et Coevorden. Les Frisons étaient partisans d'encercler immédiatement Groningue, mais les États Généraux décidèrent d'assiéger d'abord Mont-Sainte-Gertrude. En signe de protestation, les Frisons n'envoyèrent leurs contingents qu'avec retard.
Guillaume-Louis s'empara donc des tourbières à l'est de Groningue, à savoir les villages de Wedde (Groningue), Winschoten et Slochteren, coupant la cité loyaliste de tout lien terrestre avec le Saint Empire : le stathouder Maurice lui adjoignit pour cela un renfort de 20 compagnies ou « bannières » (ndl. Vaandels). Maurice lui-même s'empara de Mont-Sainte-Gertrude, ce qui conforta les Frisons dans l'idée qu'il allait poursuivre par l'assaut contre Groningue ; mais la pression des armées espagnoles dans les Flandres fixait Maurice de Nassau en Zélande.
Verdugo disposait en effet de davantage de renforts que Guillaume-Louis, mais ses troupes n'étaient pas encore mobilisées contre les armées républicaines dans la région frontalière des tourbières. Guillaume-Louis put ainsi faire édifier en 1580 le fort de Bourtange le long de l'étroite route menant vers le Saint Empire, coupant définitivement la ville de Groningue de son hinterland. Le stathouder loyaliste Herman van den Bergh (en) demanda bien des renforts à Verdugo, mais l'hiver approchant interdisait toute attaque sérieuse contre le nouveau fort. Comme la situation de Groningue ne cessait d'empirer, Verdugo décida d'assiéger Coevorden (en) pendant l'hiver 1593-94 afin d'ouvrir une nouvelle voie d'approvisionnement au sud de la ville, bien que celle-ci eût encore des réserves suffisantes. La manœuvre épuisa les troupes espagnoles à cause du froid, jusqu'à ce qu'enfin Maurice de Nassau lance lui-même une attaque contre les débris de l'armée de Verdugo.

## Déroulement des opérations
Après la chute de Coevorden, l'armée des États-Généraux s'ébranla le 19 mai 1594 vers les remparts au sud de Groningue, prenant position sur une digue dominant les fossés de Hoornsediep et de Schuitendiep (aujourd'hui dans Groningue intra muros). Le stathouder Maurice fit construire des digues ménageant des glacis en contrebas des fossés. Il fit aussi creuser un canal pour acheminer ses canons et s'emparer de certains bastions isolés alentour. Il n'y a que la redoute du hameau d'Aduarderzijl qu'il dut prendre d'assaut. À présent, son camp était couvert même du côté de la Frise. Simultanément, les assiégeants étaient aux prises avec des pluies incessantes ; mais finalement le 3 juillet, les batteries étaient en position contre les portes sud de la ville (Oosterpoort et Heerenpoort).
Les États-Généraux étaient partagés. Tandis que certains prédisaient une longue confrontation, l'État-major était confiant, car il estimait que les habitants de Groningue souffriraient rapidement des conditions de siège. Mais les bourgeois de Groningue dissuadèrent leur conseil de traiter avec Maurice. Le siège dura donc deux mois, la ville étant bombardée par l'artillerie. Il y eut 400 morts parmi les soldats espagnols et 300 parmi les alliés. La ville elle-même fut en revanche peu touchée. Jusque-là, le conseil de Groningue espérait un secours de l'armée espagnole d'Ernest d'Autriche ; ce dernier confia la mission de libérer la ville à Pedro Enríquez de Acevedo, surnommé aux Pays-Bas Fuentes. Or Acevedo eut toutes les peines à reprendre en main ses troupes, épuisées et portées à la mutinerie : il abandonna sa marche vers Groningue. 
Une batterie de 60 canons battait désormais en permanence les murailles de la ville et c'est finalement la porte orientale (Oosterpoort), minée par une sape, qui céda d'abord. La ville n'avait plus qu'à capituler. Mais au moment où les pourparlers de reddition allaient commencer, une faction de bourgeois décida de poursuivre le combat : elle proclama gouverneur Albert Jargens, l'un des quatre bourgmestres. Alors Maurice donna l'ordre de faire exploser une sape qu'il avait fait creuser sous l'Oosterpoort, faisant 150 nouvelles victimes parmi les défenseurs. L'armée républicaine investit finalement la ville.
Maurice et Guillaume-Louis étaient prêts à reprendre les tractations pour éviter une nouvelle effusion de sang. La ville obtint confirmation du maintien de ses anciens privilèges et libertés, ce qui mit un terme aux affrontements et permit à Maurice et Guillaume-Louis de triompher à travers la ville. L'armée espagnole du lieutenant-général et gouverneur (en titre) de Groningue, Jarich van Liauckema (nl), obtint de se retirer avec armes et bagages.
En ce qui concerne la liberté confessionnelle, Maurice et Guillaume-Louis ne souhaitaient pas se départir de la ligne que Johan van Oldenbarnevelt avait tracée avant le siège. La demande de maintenir au moins une église en ville pour la messe catholique, fut refusée. Après la capitulation, tous les religieux et prêtres qui avaient fui les campagnes pour se réfugier à Groningue durent prendre le chemin des Flandres avec l'armée espagnole. Le conseil des échevins fut purgé de ses éléments catholiques, et les messes catholiques furent interdites dans toute la province.

## Conséquences
Pour la république, la prise de Groningue constitua un succès décisif : tout le nord des Pays-Bas, avec les débouchés sur la mer du Nord, était désormais sous son contrôle. Pour la métropole et les campagnes des Ommelanden, c'était le début d'une nouvelle ère, marquée par une coopération forcée plus que consentie.  
Selon les termes de la capitulation, les anciennes provinces devaient être regroupées et être intégrées à la République, à quoi la Frise s'opposa. L'actuelle Province de Groningue considère le siège de 1594 comme l'acte fondateur de ses statuts.

## Termes de la capitulation
Le traité fut conclu le 23 juillet 1594. La ville de Groningue était depuis des siècles une entité indépendante, jouissant du statut de ville libre d'Empire du Saint empire romain germanique. Elle n'avait toutefois jamais formellement détenu ce titre, mais comme l'autorité des seigneurs de la ville, les évêques d'Utrecht, était ténue, elle s'était peu à peu constituée en ville-état jouissant du droit d'étape, et s'appuyant sur ce privilège pour dominer les Ommelanden. La résistance de ces campagnes s'était traduite par une rivalité multi-séculaire. 
Après le retrait des Espagnols, le prince Maurice entreprit, sous le contrôle des États-Généraux des Pays-Bas, de réunir la ville aux campagnes des Ommelanden, afin d'en faire une nouvelle province de la République : Groningue en serait la capitale toute désignée. Mais les signataires du traité entrevoyaient bien que les rapports entre stad en land (« ville et campagne »), comme fut désignée cette province jusqu'à sa requalification en „Provincie Groningen“ au XIXe siècle, n'allaient pas s'apaiser de sitôt. Bien que son gouvernement gardât une autonomie formelle au sein de la fédération républicaine, il fut convenu que les différends à l'intérieur de cette province seraient arbitrés par les États-Généraux des autres provinces. 
Cet arrangement montra son utilité tout au long du siècle suivant, car même des hommes politiques de la stature de Johan de Witt ou du stathouder de Frise Guillaume-Frédéric de Nassau-Dietz eurent toutes les peines à rétablir l'harmonie entre ville et campagne.
Le traité de capitulation mit un terme à la domination de Groningue sur le nord des Pays-Bas en tant que cité-état. Afin de préserver ses fortifications stratégiques et de affaiblir sa puissance financière, les États-Généraux des Pays-Bas lui conservèrent le droit de monnaie. 
Le traité fixa enfin la constitution de la nouvelle province de Groningue et Ommelande (stad en lande) : il disposait notamment que le stathouder de Groningue serait secondé de cinq jurés, chargés d'élire le conseil et les bourgmestres.

## Médaille commémorative

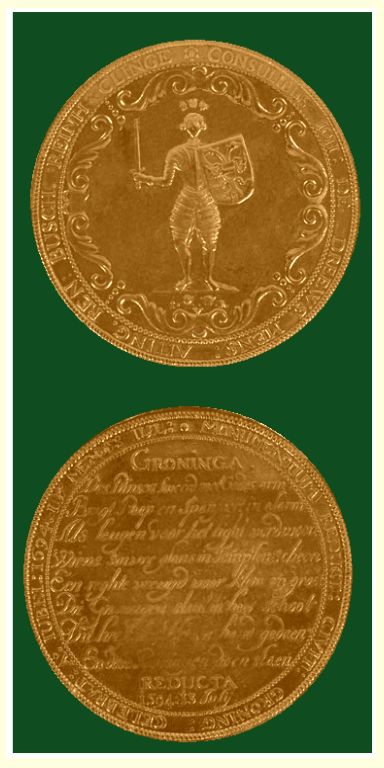
Pfennig d'or célébrant le siège de Groningue.

Au XVIe siècle, il était d'usage de célébrer les grands événements en frappant des médailles commémoratives : il n'en alla pas différemment pour la prise de Groningue, où l'on grava une pièce d'un Pfennig représentant un cavalier glaive levé. Il porte dans l'autre main un écu aux armes de la ville. On peut lire sur le tranchant de la pièce : CONSULIBUS IOH: DE DREEWS. MENS: AITING. REN: BUSCH. REINH: CLINGE. Le chef du cavalier est couronné de trois cœurs. L'envers porte le texte suivant : GRONINGA Des Prinsen sweerd met Godes arm, Bragt Paap en Spanjaert in alarm, Als leugen voor het light verdween, Wiens suivre glans in Templen scheen, Een reghte vreugd voor klein en groot, Die Groningen sluit in haer schoot, Dit heeft des Heeren hand gedaen, En dese Penningen door slaen. REDUCTA, 1594.13.Julij – 
L'épée du prince, avec le bras de Dieu,
fait paniquer le pape et l'Espagnol
quand les mensonges voilent la Lumière
apparue dans le temple,
C'est là grande joie pour petits et grands,
Les Groningois barricadés dans leur tour,
Voilà ce qu'a accompli la main de notre Seigneur,
Qui est gravé à jamais sur ce Pfennig“,
et sur la tranche : MONUMENTUM REDUCT: CIVIT: GRONING: CELEBRAT: A: IUBEL: 1694. 13 MENS: IUL: 
Ces médailles d'argent ou d'or (on n'en connaît aucun exemplaire en bronze) ont un diamètre de 47 mm.
Ce Pfennig était remis à chaque nouveau membre du conseil, ainsi qu'à certaines personnalités. De telles médailles étaient en principe offertes comme cadeau, et elles étaient parfois montées en collier ; mais ce ne fut pas le cas de celle-ci : elle était remise dans un coffret, ou conservée sous verre pour être lue. Plus tard, elle fut utilisée pour la formation historique des jeunes des classes dirigeantes.

## Voir également
- (de) Informations sur le siège de Groningue, d'après l'Université de Leyde.